# Puchar Europy w Wielobojach 1985
7. Puchar Europy w wielobojach – cykl zawodów lekkoatletycznych zorganizowanych przez European Athletic Association latem 1985 roku.

## Finał A
Finał A pucharu Europy odbył się 7 i 8 września w Krefeld. Rywalizację wśród mężczyzn zwycięstwem zakończyła drużyna Związku Radzieckiego. Wśród pań najlepsza okazała się reprezentacja NRD

### Mężczyźni
| Pozycja | Reprezentacja | Wynik (pkt) |
| ------- | ------------- | ----------- |
| 1       | ZSRR          | 24639       |
| 2       | NRD           | 24550       |
| 3       | Polska        | 22564       |
| 4       | Szwajcaria    | 22189       |
| 5       | Bułgaria      | 21629       |
| 6       | RFN           | dnf         |

### Kobiety
| Pozycja | Reprezentacja   | Wynik (pkt) |
| ------- | --------------- | ----------- |
| 1       | NRD             | 19108       |
| 2       | ZSRR            | 18841       |
| 3       | RFN             | 18662       |
| 4       | Wielka Brytania | 17673       |
| 5       | Bułgaria        | 16085       |
| 6       | Holandia        | 15728       |

## Finał B
Zawody finału B zostały zorganizowane we francuskim Arles.	

### Mężczyźni
| Pozycja | Reprezentacja   | Wynik (pkt) |
| ------- | --------------- | ----------- |
| 1       | Wielka Brytania | 22986       |
| 2       | Norwegia        | 22207       |
| 3       | Francja         | 22198       |
| 4       | Belgia          | 21720       |
| 5       | Szwecja         | 21336       |
| 6       | Czechosłowacja  | 19585       |

### Kobiety
| Pozycja | Reprezentacja  | Wynik (pkt) |
| ------- | -------------- | ----------- |
| 1       | Francja        | 18310       |
| 2       | Czechosłowacja | 17541       |
| 3       | Węgry          | 17271       |
| 4       | Szwecja        | 16745       |
| 5       | Finlandia      | 16740       |
| 6       | Belgia         | 15247       |

## Finał C
Finał C odbył się we włoskim Brunico. Mężczyźni rywalizowali także w Kopenhadze.

### Mężczyźni

#### Brunico
| Pozycja | Reprezentacja | Wynik (pkt) |
| ------- | ------------- | ----------- |
| 1       | Włochy        | 22008       |
| 2       | Austria       | 20635       |
| 3       | Grecja        | 20420       |
| 4       | Hiszpania     | 19974       |

#### Kopenhaga
| Pozycja | Reprezentacja | Wynik (pkt) |
| ------- | ------------- | ----------- |
| 1       | Szwecja       | 22879       |
| 2       | Holandia      | 21732       |
| 3       | Dania         | 21146       |
| 4       | Irlandia      | 20915       |

### Kobiety
| Pozycja | Reprezentacja | Wynik (pkt) |
| ------- | ------------- | ----------- |
| 1       | Włochy        | 15839       |
| 2       | Szwajcaria    | 15344       |
| 3       | Austria       | 15258       |
| 4       | Hiszpania     | 14618       |
| 5       | Grecja        | 13970       |